# 多蘿西 (新澤西州)
多蘿西（英語：Dorothy）是位於美國新澤西州大西洋縣的普查規定居民點。

## 人口
根據2020年美國人口普查的數據，多蘿西的面積為15.13平方千米，皆為陸地。當地共有人口1057人，而人口密度為每平方千米69.86人。